# Arlette Magalhães
Arlette Maron de Magalhães (Itabuna, 15 de novembro de 1930 – Salvador, 7 de outubro de 2017) mais conhecida como Arlette Magalhães ou simplesmente Dona Arlette foi uma empresária brasileira e primeira-dama do estado da Bahia por três vezes e da capital, Salvador, por uma vez, durante os mandatos de seu esposo Antônio Carlos Magalhães (ACM).
Proveniente da família Maron, notáveis cacauicultores do sul da Bahia de origem libanesa, é mãe de 4 filhos, Tereza Helena, Ana Lúcia Magalhães, falecida em 1986, do ex-Deputado Federal Luís Eduardo Magalhães, falecido em 1998 e do ex-Senador ACM Júnior além de avó do ex-prefeito de Salvador ACM Neto e da atriz Carolina Magalhães.
Nos três mandatos de ACM, como era conhecido seu esposo, exerceu a presidência das voluntárias sociais do estado, entidade presidida por lei pelas primeiras-damas da Bahia, sendo a presidente cujo permaneceu mais tempo a frente da instituição.
Em 2020 a prefeitura de Salvador entregou a população um espaço voltado as mulheres denominado Centro de Referência Especializado de Atendimento à Mulher Arlette Magalhães (CREAM), nome em homenagem póstuma à ex-primeira dama do estado. o equipamento tem como função atender, dar apoio e capacitação profissional a mulheres vítimas de violência doméstica e familiar.